# Joan Guarro i Fló
| 13868 Catalonia  | 29 dicembre 1999 |
| 55112 Mariangela | 28 agosto 2001   |

Joan Guarro i Fló (...) è un astronomo spagnolo.
Il Minor Planet Center gli accredita la scoperta di cinque asteroidi, effettuate tra il 1999 e il 2000.